# Спарта (Львів)
«Спа́рта» Львів (пол. Sparta Lwów; офіційна назва Львівський Клуб Спортовий Спарта Львів) — польський футбольний і хокейний клуб зі Львова.

## Історія
У 1910 р. військовими VI повітряного полку, розміщеного у Скнилові, був організований клуб, який отримав назву «Спарта» (Львів). Клуб не мав власного стадіону, тому свої матчі проводив на стадіоні львівського клубу «Гасмонея». Коли стадіон був зайнятий, то проводив матчі «будь-де». Цікавим є той факт, що «Спарта», як команда другої окружної ліги (нині прирівнюється до третьої ліги) 1926 року дебютувала у Кубку Польщі, де тількі у фіналі поступилася краківській «Віслі» з рахунком 1:2.  У вересні 1939 р., коли розпочалась Друга світова війна, клуб припинив існування.

### Колишні назви
- 1910—1939 рр. — ЛКС Спарта Львів (пол. LKS (Lwowski Klub Sportowy) Sparta Lwów)

## Титули та досягнення
- Кубок Польщі:
  - фіналіст (1): 1925-1926

## Відомі гравці
- Влодзімєж Дружбяк
- Казімєж Фяла
- Юзеф Мюллер
- Адам Пьонткєвіч
- Зигмунт Стажак

## Галерея

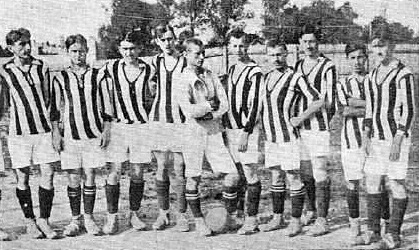
1910 рік. «Спарта» Львів (К.Башняк, Ашенберг, Карасинський, Павловський, Прелич, Макович, Булак, Волак, Конопка, Кустанович)